# Fresnellino del Monte
Fresnellino del Monte o Fresnellino es una localidad española perteneciente al municipio de Ardón, en la comarca del Tierra de León, provincia de León, comunidad autónoma de Castilla y León.
Situado sobre el arroyo del Valle Grande, afluente del arroyo del Valle Santiago y este del arroyo del Prado, que a su vez lo es del río Esla por su margen derecha.
Los terrenos de Fresnellino del Monte limitan con los de Cillanueva al norte, San Cibrián de Ardón al noreste, Ardón al este, Farballes al sureste, Valdevimbre al sur, Palacios de Fontecha al suroeste, Pobladura de Fontecha, Fontecha y Meizara al oeste y Banuncias al noroeste.
Perteneció a la antigua Hermandad de Vega con Ardón.